# Tour de Langkawi 2022
La 26.ª edición de la competición ciclista Tour de Langkawi (llamado oficialmente: 26th Le Tour de Langkawi) fue una carrera de ciclismo en ruta por etapas que se celebró entre el 11 y el 18 de octubre de 2020 en Malasia con inicio en la ciudad de Kuching y final en la ciudad de Kuah sobre un recorrido de 1114,9 kilómetros.
La carrera formó parte del UCI ProSeries 2022, calendario ciclístico mundial de segunda división, dentro de la categoría UCI 2.Pro. El vencedor fue el colombiano Iván Ramiro Sosa del Movistar, quien estuvo acompañado en el podio por el británico Hugh Carthy del EF Education-EasyPost y el noruego Torstein Træen del Uno-X, segundo y tercer clasificado respectivamente.

## Equipos participantes
Tomaron parte en la carrera 20 equipos: 6 de categoría UCI WorldTeam invitado por la organización, 4 de categoría UCI ProTeam, 7 de categoría Continental y las selecciones nacionales de Malasia, Tailandia y Filipinas. Formaron así un pelotón de 117 ciclistas de los que acabaron 100. Los equipos participantes fueron:
| WorldTeams (6)- UAE Team Emirates - Cofidis - Lotto-Soudal - Movistar Team - EF Education-EasyPost - Astana Qazaqstan Team ProTeams (4)- Alpecin-Deceuninck - Drone Hopper-Androni Giocattoli - Burgos-BH - Uno-X Pro Cycling Team Equipos continentales (7)- Terengganu Polygon Cycling Team - Team Ukyo - ARA Pro Racing Sunshine Coast - Thailand Continental - China Glory Continental Cycling Team - ProTouch - Mula Cycling Team Equipos nacionales (3)- Malasia - Tailandia - Filipinas |
| |

## Recorrido
El Tour de Langkawi dispuso de ocho etapas dividido en cinco etapas llanas, dos de media montaña, y una etapa de montaña para un recorrido total de 1114,9 kilómetros.
| Etapa     | Fecha     | Recorrido                     | type             | Distancia (km) | Desnivel (m) | Ganador          | Líder            |
| --------- | --------- | ----------------------------- | ---------------- | -------------- | ------------ | ---------------- | ---------------- |
| 1.ª etapa | 11 de oct | Kuala Pilah – Kuala Lumpur    | etapa escarpada  | 157,3          | 1593 m       | Gleb Syritsa     | Gleb Syritsa     |
| 2.ª etapa | 12 de oct | Kuala Klawang – Raub          | etapa llana      | 178,9          | 1382 m       | Craig Wiggins    | Gleb Syritsa     |
| 3.ª etapa | 13 de oct | Putrajaya – Genting Highlands | etapa de montaña | 123,7          | 2848 m       | Iván Ramiro Sosa | Iván Ramiro Sosa |
| 4.ª etapa | 14 de oct | Sabak Bernam – Meru Raya      | etapa llana      | 137,9          | 357 m        | Jakub Mareczko   | Iván Ramiro Sosa |
| 5.ª etapa | 15 de oct | Kuala Kangsar – Kulim         | etapa escarpada  | 172            | 1665 m       | Lionel Taminiaux | Iván Ramiro Sosa |
| 6.ª etapa | 16 de oct | George Town – Alor Setar      | etapa llana      | 120,4          | 177 m        | Erlend Blikra    | Iván Ramiro Sosa |
| 7.ª etapa | 17 de oct | Kuah – Kuah                   | etapa llana      | 107,1          | 915 m        | Sjoerd Bax       | Iván Ramiro Sosa |
| 8.ª etapa | 18 de oct | Kuah – Kuah                   | etapa llana      | 115,9          | 1049 m       | Alex Molenaar    | Iván Ramiro Sosa |

## Desarrollo de la carrera

### 1.ª etapa
| Kuala Pilah - Kuala Lumpur | etapa escarpada | (157,3 km) |

| \| Clasificación de la etapa \| Clasificación de la etapa \| Clasificación de la etapa \| Clasificación de la etapa \| Clasificación de la etapa \| \| Ciclista \| Ciclista \| Equipo \| Tiempo \| \| \| ------------------------- \| --------------------------- \| --------------------------------- \| ------------------------- \| ------------------------- \| \| 1.º \| Gleb Syritsa \| Astana Qazaqstan Team \| 3 h 43 min 43 s \| \| \| 2.º \| Erlend Blikra \| Uno-X Pro Cycling Team \| + 0 s \| \| \| 3.º \| Max Kanter \| Movistar Team \| + 0 s \| \| \| 4.º \| Lionel Taminiaux \| Alpecin-Deceuninck \| + 0 s \| \| \| 5.º \| Marijn van den Berg \| EF Education-EasyPost \| + 0 s \| \| \| 6.º \| Reinardt Janse van Rensburg \| Lotto-Soudal \| + 0 s \| \| \| 7.º \| Ryan Gibbons \| UAE Team Emirates \| + 0 s \| \| \| 8.º \| Manuel Peñalver \| Burgos-BH \| + 0 s \| \| \| 9.º \| Alex Molenaar \| Burgos-BH \| + 0 s \| \| \| 10.º \| Sarawut Sirironnachai \| Thailand Continental Cycling Team \| + 0 s \| \| |                             |                                   |                 |
| |                             |                                   |                 |
| Fuente: ProCyclingStats |                             |                                   |                 |
| Clasificación de la etapa |                             |                                   |                 |
| Ciclista | Ciclista                    | Equipo                            | Tiempo          |
| 1.º | Gleb Syritsa                | Astana Qazaqstan Team             | 3 h 43 min 43 s |
| 2.º | Erlend Blikra               | Uno-X Pro Cycling Team            | + 0 s           |
| 3.º | Max Kanter                  | Movistar Team                     | + 0 s           |
| 4.º | Lionel Taminiaux            | Alpecin-Deceuninck                | + 0 s           |
| 5.º | Marijn van den Berg         | EF Education-EasyPost             | + 0 s           |
| 6.º | Reinardt Janse van Rensburg | Lotto-Soudal                      | + 0 s           |
| 7.º | Ryan Gibbons                | UAE Team Emirates                 | + 0 s           |
| 8.º | Manuel Peñalver             | Burgos-BH                         | + 0 s           |
| 9.º | Alex Molenaar               | Burgos-BH                         | + 0 s           |
| 10.º | Sarawut Sirironnachai       | Thailand Continental Cycling Team | + 0 s           |

| \| Clasificación general \| Clasificación general \| Clasificación general \| Clasificación general \| Clasificación general \| \| Ciclista \| Ciclista \| Equipo \| Tiempo \| \| \| --------------------- \| --------------------------- \| --------------------------------- \| --------------------- \| --------------------- \| \| 1.º \| Gleb Syritsa \| Astana Qazaqstan Team \| 3 h 43 min 33 s \| \| \| 2.º \| Erlend Blikra \| Uno-X Pro Cycling Team \| + 4 s \| \| \| 3.º \| Jambaljamts Sainbayar \| Terengganu Polygon Cycling Team \| + 4 s \| \| \| 4.º \| Peerapol Chawchiangkwang \| Thailand Continental Cycling Team \| + 4 s \| \| \| 5.º \| Max Kanter \| Movistar Team \| + 6 s \| \| \| 6.º \| Lionel Taminiaux \| Alpecin-Deceuninck \| + 10 s \| \| \| 7.º \| Marijn van den Berg \| EF Education-EasyPost \| + 10 s \| \| \| 8.º \| Reinardt Janse van Rensburg \| Lotto-Soudal \| + 10 s \| \| \| 9.º \| Ryan Gibbons \| UAE Team Emirates \| + 10 s \| \| \| 10.º \| Manuel Peñalver \| Burgos-BH \| + 10 s \| \| |                             |                                   |                 |
| |                             |                                   |                 |
| Fuente: ProCyclingStats |                             |                                   |                 |
| Clasificación general |                             |                                   |                 |
| Ciclista | Ciclista                    | Equipo                            | Tiempo          |
| 1.º | Gleb Syritsa                | Astana Qazaqstan Team             | 3 h 43 min 33 s |
| 2.º | Erlend Blikra               | Uno-X Pro Cycling Team            | + 4 s           |
| 3.º | Jambaljamts Sainbayar       | Terengganu Polygon Cycling Team   | + 4 s           |
| 4.º | Peerapol Chawchiangkwang    | Thailand Continental Cycling Team | + 4 s           |
| 5.º | Max Kanter                  | Movistar Team                     | + 6 s           |
| 6.º | Lionel Taminiaux            | Alpecin-Deceuninck                | + 10 s          |
| 7.º | Marijn van den Berg         | EF Education-EasyPost             | + 10 s          |
| 8.º | Reinardt Janse van Rensburg | Lotto-Soudal                      | + 10 s          |
| 9.º | Ryan Gibbons                | UAE Team Emirates                 | + 10 s          |
| 10.º | Manuel Peñalver             | Burgos-BH                         | + 10 s          |

### 2.ª etapa
| Kuala Klawang - Raub | etapa llana | (178,9 km) |

| \| Clasificación de la etapa \| Clasificación de la etapa \| Clasificación de la etapa \| Clasificación de la etapa \| Clasificación de la etapa \| \| Ciclista \| Ciclista \| Equipo \| Tiempo \| \| \| ------------------------- \| --------------------------- \| ------------------------------- \| ------------------------- \| ------------------------- \| \| 1.º \| Craig Wiggins \| ARA Pro Racing Sunshine Coast \| 4 h 09 min 20 s \| \| \| 2.º \| Gleb Syritsa \| Astana Qazaqstan Team \| + 0 s \| \| \| 3.º \| Jakub Mareczko \| Alpecin-Deceuninck \| + 0 s \| \| \| 4.º \| Erlend Blikra \| Uno-X Pro Cycling Team \| + 0 s \| \| \| 5.º \| Reinardt Janse van Rensburg \| Lotto-Soudal \| + 0 s \| \| \| 6.º \| Eduard-Michael Grosu \| Drone Hopper-Androni Giocattoli \| + 0 s \| \| \| 7.º \| Max Kanter \| Movistar Team \| + 0 s \| \| \| 8.º \| Manuel Peñalver \| Burgos-BH \| + 0 s \| \| \| 9.º \| Marijn van den Berg \| EF Education-EasyPost \| + 0 s \| \| \| 10.º \| Izzat Hilmi Abdel Halil \| Malasia \| + 0 s \| \| |                             |                                 |                 |
| |                             |                                 |                 |
| Fuente: ProCyclingStats |                             |                                 |                 |
| Clasificación de la etapa |                             |                                 |                 |
| Ciclista | Ciclista                    | Equipo                          | Tiempo          |
| 1.º | Craig Wiggins               | ARA Pro Racing Sunshine Coast   | 4 h 09 min 20 s |
| 2.º | Gleb Syritsa                | Astana Qazaqstan Team           | + 0 s           |
| 3.º | Jakub Mareczko              | Alpecin-Deceuninck              | + 0 s           |
| 4.º | Erlend Blikra               | Uno-X Pro Cycling Team          | + 0 s           |
| 5.º | Reinardt Janse van Rensburg | Lotto-Soudal                    | + 0 s           |
| 6.º | Eduard-Michael Grosu        | Drone Hopper-Androni Giocattoli | + 0 s           |
| 7.º | Max Kanter                  | Movistar Team                   | + 0 s           |
| 8.º | Manuel Peñalver             | Burgos-BH                       | + 0 s           |
| 9.º | Marijn van den Berg         | EF Education-EasyPost           | + 0 s           |
| 10.º | Izzat Hilmi Abdel Halil     | Malasia                         | + 0 s           |

| \| Clasificación general \| Clasificación general \| Clasificación general \| Clasificación general \| Clasificación general \| \| Ciclista \| Ciclista \| Equipo \| Tiempo \| \| \| --------------------- \| --------------------------- \| --------------------------------- \| --------------------- \| --------------------- \| \| 1.º \| Gleb Syritsa \| Astana Qazaqstan Team \| 7 h 52 min 47 s \| \| \| 2.º \| Erlend Blikra \| Uno-X Pro Cycling Team \| + 10 s \| \| \| 3.º \| Jambaljamts Sainbayar \| Terengganu Polygon Cycling Team \| + 10 s \| \| \| 4.º \| Peerapol Chawchiangkwang \| Thailand Continental Cycling Team \| + 10 s \| \| \| 5.º \| Max Kanter \| Movistar Team \| + 12 s \| \| \| 6.º \| Torstein Træen \| Uno-X Pro Cycling Team \| + 14 s \| \| \| 7.º \| Ryan Gibbons \| UAE Team Emirates \| + 15 s \| \| \| 8.º \| Reinardt Janse van Rensburg \| Lotto-Soudal \| + 16 s \| \| \| 9.º \| Marijn van den Berg \| EF Education-EasyPost \| + 16 s \| \| \| 10.º \| Lionel Taminiaux \| Alpecin-Deceuninck \| + 16 s \| \| |                             |                                   |                 |
| |                             |                                   |                 |
| Fuente: ProCyclingStats |                             |                                   |                 |
| Clasificación general |                             |                                   |                 |
| Ciclista | Ciclista                    | Equipo                            | Tiempo          |
| 1.º | Gleb Syritsa                | Astana Qazaqstan Team             | 7 h 52 min 47 s |
| 2.º | Erlend Blikra               | Uno-X Pro Cycling Team            | + 10 s          |
| 3.º | Jambaljamts Sainbayar       | Terengganu Polygon Cycling Team   | + 10 s          |
| 4.º | Peerapol Chawchiangkwang    | Thailand Continental Cycling Team | + 10 s          |
| 5.º | Max Kanter                  | Movistar Team                     | + 12 s          |
| 6.º | Torstein Træen              | Uno-X Pro Cycling Team            | + 14 s          |
| 7.º | Ryan Gibbons                | UAE Team Emirates                 | + 15 s          |
| 8.º | Reinardt Janse van Rensburg | Lotto-Soudal                      | + 16 s          |
| 9.º | Marijn van den Berg         | EF Education-EasyPost             | + 16 s          |
| 10.º | Lionel Taminiaux            | Alpecin-Deceuninck                | + 16 s          |

### 3.ª etapa
| Putrajaya - Genting Highlands | etapa de montaña | (123,7 km) |

| \| Clasificación de la etapa \| Clasificación de la etapa \| Clasificación de la etapa \| Clasificación de la etapa \| Clasificación de la etapa \| \| Ciclista \| Ciclista \| Equipo \| Tiempo \| \| \| ------------------------- \| ------------------------- \| ------------------------------------ \| ------------------------- \| ------------------------- \| \| 1.º \| Iván Ramiro Sosa \| Movistar Team \| 3 h 25 min 31 s \| \| \| 2.º \| Hugh Carthy \| EF Education-EasyPost \| + 19 s \| \| \| 3.º \| Einer Rubio \| Movistar Team \| + 1 min 56 s \| \| \| 4.º \| Esteban Chaves \| EF Education-EasyPost \| + 2 min 01 s \| \| \| 5.º \| Torstein Træen \| Uno-X Pro Cycling Team \| + 2 min 10 s \| \| \| 6.º \| Eduardo Sepúlveda \| Drone Hopper-Androni Giocattoli \| + 2 min 14 s \| \| \| 7.º \| Rubén Fernández Andújar \| Cofidis \| + 2 min 20 s \| \| \| 8.º \| Andrey Zeits \| Astana Qazaqstan Team \| + 2 min 23 s \| \| \| 9.º \| Lucas De Rossi \| China Glory Continental Cycling Team \| + 2 min 33 s \| \| \| 10.º \| George Bennett \| UAE Team Emirates \| + 2 min 38 s \| \| |                         |                                      |                 |
| |                         |                                      |                 |
| Fuente: ProCyclingStats |                         |                                      |                 |
| Clasificación de la etapa |                         |                                      |                 |
| Ciclista | Ciclista                | Equipo                               | Tiempo          |
| 1.º | Iván Ramiro Sosa        | Movistar Team                        | 3 h 25 min 31 s |
| 2.º | Hugh Carthy             | EF Education-EasyPost                | + 19 s          |
| 3.º | Einer Rubio             | Movistar Team                        | + 1 min 56 s    |
| 4.º | Esteban Chaves          | EF Education-EasyPost                | + 2 min 01 s    |
| 5.º | Torstein Træen          | Uno-X Pro Cycling Team               | + 2 min 10 s    |
| 6.º | Eduardo Sepúlveda       | Drone Hopper-Androni Giocattoli      | + 2 min 14 s    |
| 7.º | Rubén Fernández Andújar | Cofidis                              | + 2 min 20 s    |
| 8.º | Andrey Zeits            | Astana Qazaqstan Team                | + 2 min 23 s    |
| 9.º | Lucas De Rossi          | China Glory Continental Cycling Team | + 2 min 33 s    |
| 10.º | George Bennett          | UAE Team Emirates                    | + 2 min 38 s    |

| \| Clasificación general \| Clasificación general \| Clasificación general \| Clasificación general \| Clasificación general \| \| Ciclista \| Ciclista \| Equipo \| Tiempo \| \| \| --------------------- \| ----------------------- \| ------------------------------------ \| --------------------- \| --------------------- \| \| 1.º \| Iván Ramiro Sosa \| Movistar Team \| 11 h 18 min 24 s \| \| \| 2.º \| Hugh Carthy \| EF Education-EasyPost \| + 23 s \| \| \| 3.º \| Einer Rubio \| Movistar Team \| + 2 min 02 s \| \| \| 4.º \| Esteban Chaves \| EF Education-EasyPost \| + 2 min 11 s \| \| \| 5.º \| Torstein Træen \| Uno-X Pro Cycling Team \| + 2 min 18 s \| \| \| 6.º \| Eduardo Sepúlveda \| Drone Hopper-Androni Giocattoli \| + 2 min 24 s \| \| \| 7.º \| Rubén Fernández Andújar \| Cofidis \| + 2 min 30 s \| \| \| 8.º \| Andrey Zeits \| Astana Qazaqstan Team \| + 2 min 33 s \| \| \| 9.º \| Lucas De Rossi \| China Glory Continental Cycling Team \| + 2 min 43 s \| \| \| 10.º \| Jambaljamts Sainbayar \| Terengganu Polygon Cycling Team \| + 2 min 43 s \| \| |                         |                                      |                  |
| |                         |                                      |                  |
| Fuente: ProCyclingStats |                         |                                      |                  |
| Clasificación general |                         |                                      |                  |
| Ciclista | Ciclista                | Equipo                               | Tiempo           |
| 1.º | Iván Ramiro Sosa        | Movistar Team                        | 11 h 18 min 24 s |
| 2.º | Hugh Carthy             | EF Education-EasyPost                | + 23 s           |
| 3.º | Einer Rubio             | Movistar Team                        | + 2 min 02 s     |
| 4.º | Esteban Chaves          | EF Education-EasyPost                | + 2 min 11 s     |
| 5.º | Torstein Træen          | Uno-X Pro Cycling Team               | + 2 min 18 s     |
| 6.º | Eduardo Sepúlveda       | Drone Hopper-Androni Giocattoli      | + 2 min 24 s     |
| 7.º | Rubén Fernández Andújar | Cofidis                              | + 2 min 30 s     |
| 8.º | Andrey Zeits            | Astana Qazaqstan Team                | + 2 min 33 s     |
| 9.º | Lucas De Rossi          | China Glory Continental Cycling Team | + 2 min 43 s     |
| 10.º | Jambaljamts Sainbayar   | Terengganu Polygon Cycling Team      | + 2 min 43 s     |

### 4.ª etapa
| Sabak Bernam - Meru Raya | etapa llana | (137,9 km) |

| \| Clasificación de la etapa \| Clasificación de la etapa \| Clasificación de la etapa \| Clasificación de la etapa \| Clasificación de la etapa \| \| Ciclista \| Ciclista \| Equipo \| Tiempo \| \| \| ------------------------- \| ------------------------- \| ------------------------------- \| ------------------------- \| ------------------------- \| \| 1.º \| Jakub Mareczko \| Alpecin-Deceuninck \| 3 h 15 min 37 s \| \| \| 2.º \| Rüdiger Selig \| Lotto-Soudal \| + 0 s \| \| \| 3.º \| Eduard-Michael Grosu \| Drone Hopper-Androni Giocattoli \| + 0 s \| \| \| 4.º \| Juan Sebastián Molano \| UAE Team Emirates \| + 0 s \| \| \| 5.º \| Erlend Blikra \| Uno-X Pro Cycling Team \| + 0 s \| \| \| 6.º \| Max Kanter \| Movistar Team \| + 0 s \| \| \| 7.º \| Lionel Taminiaux \| Alpecin-Deceuninck \| + 0 s \| \| \| 8.º \| Gustav Basson \| ProTouch \| + 0 s \| \| \| 9.º \| Marijn van den Berg \| EF Education-EasyPost \| + 0 s \| \| \| 10.º \| Manuel Peñalver \| Burgos-BH \| + 0 s \| \| |                       |                                 |                 |
| |                       |                                 |                 |
| Fuente: ProCyclingStats |                       |                                 |                 |
| Clasificación de la etapa |                       |                                 |                 |
| Ciclista | Ciclista              | Equipo                          | Tiempo          |
| 1.º | Jakub Mareczko        | Alpecin-Deceuninck              | 3 h 15 min 37 s |
| 2.º | Rüdiger Selig         | Lotto-Soudal                    | + 0 s           |
| 3.º | Eduard-Michael Grosu  | Drone Hopper-Androni Giocattoli | + 0 s           |
| 4.º | Juan Sebastián Molano | UAE Team Emirates               | + 0 s           |
| 5.º | Erlend Blikra         | Uno-X Pro Cycling Team          | + 0 s           |
| 6.º | Max Kanter            | Movistar Team                   | + 0 s           |
| 7.º | Lionel Taminiaux      | Alpecin-Deceuninck              | + 0 s           |
| 8.º | Gustav Basson         | ProTouch                        | + 0 s           |
| 9.º | Marijn van den Berg   | EF Education-EasyPost           | + 0 s           |
| 10.º | Manuel Peñalver       | Burgos-BH                       | + 0 s           |

| \| Clasificación general \| Clasificación general \| Clasificación general \| Clasificación general \| Clasificación general \| \| Ciclista \| Ciclista \| Equipo \| Tiempo \| \| \| --------------------- \| ----------------------- \| ------------------------------------ \| --------------------- \| --------------------- \| \| 1.º \| Iván Ramiro Sosa \| Movistar Team \| 14 h 34 min 01 s \| \| \| 2.º \| Hugh Carthy \| EF Education-EasyPost \| + 23 s \| \| \| 3.º \| Einer Rubio \| Movistar Team \| + 2 min 02 s \| \| \| 4.º \| Esteban Chaves \| EF Education-EasyPost \| + 2 min 11 s \| \| \| 5.º \| Torstein Træen \| Uno-X Pro Cycling Team \| + 2 min 18 s \| \| \| 6.º \| Eduardo Sepúlveda \| Drone Hopper-Androni Giocattoli \| + 2 min 24 s \| \| \| 7.º \| Rubén Fernández Andújar \| Cofidis \| + 2 min 30 s \| \| \| 8.º \| Andrey Zeits \| Astana Qazaqstan Team \| + 2 min 33 s \| \| \| 9.º \| Jambaljamts Sainbayar \| Terengganu Polygon Cycling Team \| + 2 min 34 s \| \| \| 10.º \| Lucas De Rossi \| China Glory Continental Cycling Team \| + 2 min 43 s \| \| |                         |                                      |                  |
| |                         |                                      |                  |
| Fuente: ProCyclingStats |                         |                                      |                  |
| Clasificación general |                         |                                      |                  |
| Ciclista | Ciclista                | Equipo                               | Tiempo           |
| 1.º | Iván Ramiro Sosa        | Movistar Team                        | 14 h 34 min 01 s |
| 2.º | Hugh Carthy             | EF Education-EasyPost                | + 23 s           |
| 3.º | Einer Rubio             | Movistar Team                        | + 2 min 02 s     |
| 4.º | Esteban Chaves          | EF Education-EasyPost                | + 2 min 11 s     |
| 5.º | Torstein Træen          | Uno-X Pro Cycling Team               | + 2 min 18 s     |
| 6.º | Eduardo Sepúlveda       | Drone Hopper-Androni Giocattoli      | + 2 min 24 s     |
| 7.º | Rubén Fernández Andújar | Cofidis                              | + 2 min 30 s     |
| 8.º | Andrey Zeits            | Astana Qazaqstan Team                | + 2 min 33 s     |
| 9.º | Jambaljamts Sainbayar   | Terengganu Polygon Cycling Team      | + 2 min 34 s     |
| 10.º | Lucas De Rossi          | China Glory Continental Cycling Team | + 2 min 43 s     |

### 5.ª etapa
| Kuala Kangsar - Kulim | etapa escarpada | (172 km) |

| \| Clasificación de la etapa \| Clasificación de la etapa \| Clasificación de la etapa \| Clasificación de la etapa \| Clasificación de la etapa \| \| Ciclista \| Ciclista \| Equipo \| Tiempo \| \| \| ------------------------- \| ------------------------- \| ----------------------------- \| ------------------------- \| ------------------------- \| \| 1.º \| Lionel Taminiaux \| Alpecin-Deceuninck \| 3 h 41 min 42 s \| \| \| 2.º \| Julius van den Berg \| EF Education-EasyPost \| + 0 s \| \| \| 3.º \| Carter Bettles \| ARA Pro Racing Sunshine Coast \| + 4 s \| \| \| 4.º \| Ryan Gibbons \| UAE Team Emirates \| + 9 s \| \| \| 5.º \| Max Kanter \| Movistar Team \| + 9 s \| \| \| 6.º \| Sylvain Moniquet \| Lotto-Soudal \| + 9 s \| \| \| 7.º \| Gianni Moscon \| Astana Qazaqstan Team \| + 9 s \| \| \| 8.º \| Ander Okamika \| Burgos-BH \| + 9 s \| \| \| 9.º \| Sander Armée \| Cofidis \| + 9 s \| \| \| 10.º \| Hugo Toumire \| Cofidis \| + 13 s \| \| |                     |                               |                 |
| |                     |                               |                 |
| Fuente: ProCyclingStats |                     |                               |                 |
| Clasificación de la etapa |                     |                               |                 |
| Ciclista | Ciclista            | Equipo                        | Tiempo          |
| 1.º | Lionel Taminiaux    | Alpecin-Deceuninck            | 3 h 41 min 42 s |
| 2.º | Julius van den Berg | EF Education-EasyPost         | + 0 s           |
| 3.º | Carter Bettles      | ARA Pro Racing Sunshine Coast | + 4 s           |
| 4.º | Ryan Gibbons        | UAE Team Emirates             | + 9 s           |
| 5.º | Max Kanter          | Movistar Team                 | + 9 s           |
| 6.º | Sylvain Moniquet    | Lotto-Soudal                  | + 9 s           |
| 7.º | Gianni Moscon       | Astana Qazaqstan Team         | + 9 s           |
| 8.º | Ander Okamika       | Burgos-BH                     | + 9 s           |
| 9.º | Sander Armée        | Cofidis                       | + 9 s           |
| 10.º | Hugo Toumire        | Cofidis                       | + 13 s          |

| \| Clasificación general \| Clasificación general \| Clasificación general \| Clasificación general \| Clasificación general \| \| Ciclista \| Ciclista \| Equipo \| Tiempo \| \| \| --------------------- \| ----------------------- \| ------------------------------------ \| --------------------- \| --------------------- \| \| 1.º \| Iván Ramiro Sosa \| Movistar Team \| 18 h 16 min 21 s \| \| \| 2.º \| Hugh Carthy \| EF Education-EasyPost \| + 23 s \| \| \| 3.º \| Einer Rubio \| Movistar Team \| + 2 min 02 s \| \| \| 4.º \| Esteban Chaves \| EF Education-EasyPost \| + 2 min 11 s \| \| \| 5.º \| Torstein Træen \| Uno-X Pro Cycling Team \| + 2 min 18 s \| \| \| 6.º \| Eduardo Sepúlveda \| Drone Hopper-Androni Giocattoli \| + 2 min 24 s \| \| \| 7.º \| Rubén Fernández Andújar \| Cofidis \| + 2 min 30 s \| \| \| 8.º \| Jambaljamts Sainbayar \| Terengganu Polygon Cycling Team \| + 2 min 32 s \| \| \| 9.º \| Andrey Zeits \| Astana Qazaqstan Team \| + 2 min 33 s \| \| \| 10.º \| Lucas De Rossi \| China Glory Continental Cycling Team \| + 2 min 43 s \| \| |                         |                                      |                  |
| |                         |                                      |                  |
| Fuente: ProCyclingStats |                         |                                      |                  |
| Clasificación general |                         |                                      |                  |
| Ciclista | Ciclista                | Equipo                               | Tiempo           |
| 1.º | Iván Ramiro Sosa        | Movistar Team                        | 18 h 16 min 21 s |
| 2.º | Hugh Carthy             | EF Education-EasyPost                | + 23 s           |
| 3.º | Einer Rubio             | Movistar Team                        | + 2 min 02 s     |
| 4.º | Esteban Chaves          | EF Education-EasyPost                | + 2 min 11 s     |
| 5.º | Torstein Træen          | Uno-X Pro Cycling Team               | + 2 min 18 s     |
| 6.º | Eduardo Sepúlveda       | Drone Hopper-Androni Giocattoli      | + 2 min 24 s     |
| 7.º | Rubén Fernández Andújar | Cofidis                              | + 2 min 30 s     |
| 8.º | Jambaljamts Sainbayar   | Terengganu Polygon Cycling Team      | + 2 min 32 s     |
| 9.º | Andrey Zeits            | Astana Qazaqstan Team                | + 2 min 33 s     |
| 10.º | Lucas De Rossi          | China Glory Continental Cycling Team | + 2 min 43 s     |

### 6.ª etapa
| George Town - Alor Setar | etapa llana | (120,4 km) |

| \| Clasificación de la etapa \| Clasificación de la etapa \| Clasificación de la etapa \| Clasificación de la etapa \| Clasificación de la etapa \| \| Ciclista \| Ciclista \| Equipo \| Tiempo \| \| \| ------------------------- \| ------------------------- \| ------------------------------- \| ------------------------- \| ------------------------- \| \| 1.º \| Erlend Blikra \| Uno-X Pro Cycling Team \| 2 h 49 min 42 s \| \| \| 2.º \| Gleb Syritsa \| Astana Qazaqstan Team \| + 0 s \| \| \| 3.º \| Rüdiger Selig \| Lotto-Soudal \| + 0 s \| \| \| 4.º \| Juan Sebastián Molano \| UAE Team Emirates \| + 0 s \| \| \| 5.º \| Max Kanter \| Movistar Team \| + 0 s \| \| \| 6.º \| Alex Molenaar \| Burgos-BH \| + 0 s \| \| \| 7.º \| Manuel Peñalver \| Burgos-BH \| + 0 s \| \| \| 8.º \| Eduard-Michael Grosu \| Drone Hopper-Androni Giocattoli \| + 0 s \| \| \| 9.º \| Marijn van den Berg \| EF Education-EasyPost \| + 0 s \| \| \| 10.º \| Jakub Mareczko \| Alpecin-Deceuninck \| + 0 s \| \| |                       |                                 |                 |
| |                       |                                 |                 |
| Fuente: ProCyclingStats |                       |                                 |                 |
| Clasificación de la etapa |                       |                                 |                 |
| Ciclista | Ciclista              | Equipo                          | Tiempo          |
| 1.º | Erlend Blikra         | Uno-X Pro Cycling Team          | 2 h 49 min 42 s |
| 2.º | Gleb Syritsa          | Astana Qazaqstan Team           | + 0 s           |
| 3.º | Rüdiger Selig         | Lotto-Soudal                    | + 0 s           |
| 4.º | Juan Sebastián Molano | UAE Team Emirates               | + 0 s           |
| 5.º | Max Kanter            | Movistar Team                   | + 0 s           |
| 6.º | Alex Molenaar         | Burgos-BH                       | + 0 s           |
| 7.º | Manuel Peñalver       | Burgos-BH                       | + 0 s           |
| 8.º | Eduard-Michael Grosu  | Drone Hopper-Androni Giocattoli | + 0 s           |
| 9.º | Marijn van den Berg   | EF Education-EasyPost           | + 0 s           |
| 10.º | Jakub Mareczko        | Alpecin-Deceuninck              | + 0 s           |

| \| Clasificación general \| Clasificación general \| Clasificación general \| Clasificación general \| Clasificación general \| \| Ciclista \| Ciclista \| Equipo \| Tiempo \| \| \| --------------------- \| ----------------------- \| ------------------------------------ \| --------------------- \| --------------------- \| \| 1.º \| Iván Ramiro Sosa \| Movistar Team \| 21 h 06 min 03 s \| \| \| 2.º \| Hugh Carthy \| EF Education-EasyPost \| + 23 s \| \| \| 3.º \| Einer Rubio \| Movistar Team \| + 2 min 02 s \| \| \| 4.º \| Esteban Chaves \| EF Education-EasyPost \| + 2 min 11 s \| \| \| 5.º \| Torstein Træen \| Uno-X Pro Cycling Team \| + 2 min 18 s \| \| \| 6.º \| Eduardo Sepúlveda \| Drone Hopper-Androni Giocattoli \| + 2 min 24 s \| \| \| 7.º \| Rubén Fernández Andújar \| Cofidis \| + 2 min 30 s \| \| \| 8.º \| Jambaljamts Sainbayar \| Terengganu Polygon Cycling Team \| + 2 min 32 s \| \| \| 9.º \| Andrey Zeits \| Astana Qazaqstan Team \| + 2 min 33 s \| \| \| 10.º \| Lucas De Rossi \| China Glory Continental Cycling Team \| + 2 min 43 s \| \| |                         |                                      |                  |
| |                         |                                      |                  |
| Fuente: ProCyclingStats |                         |                                      |                  |
| Clasificación general |                         |                                      |                  |
| Ciclista | Ciclista                | Equipo                               | Tiempo           |
| 1.º | Iván Ramiro Sosa        | Movistar Team                        | 21 h 06 min 03 s |
| 2.º | Hugh Carthy             | EF Education-EasyPost                | + 23 s           |
| 3.º | Einer Rubio             | Movistar Team                        | + 2 min 02 s     |
| 4.º | Esteban Chaves          | EF Education-EasyPost                | + 2 min 11 s     |
| 5.º | Torstein Træen          | Uno-X Pro Cycling Team               | + 2 min 18 s     |
| 6.º | Eduardo Sepúlveda       | Drone Hopper-Androni Giocattoli      | + 2 min 24 s     |
| 7.º | Rubén Fernández Andújar | Cofidis                              | + 2 min 30 s     |
| 8.º | Jambaljamts Sainbayar   | Terengganu Polygon Cycling Team      | + 2 min 32 s     |
| 9.º | Andrey Zeits            | Astana Qazaqstan Team                | + 2 min 33 s     |
| 10.º | Lucas De Rossi          | China Glory Continental Cycling Team | + 2 min 43 s     |

### 7.ª etapa
| Kuah - Kuah | etapa llana | (107,1 km) |

| \| Clasificación de la etapa \| Clasificación de la etapa \| Clasificación de la etapa \| Clasificación de la etapa \| Clasificación de la etapa \| \| Ciclista \| Ciclista \| Equipo \| Tiempo \| \| \| ------------------------- \| ------------------------- \| ------------------------------------ \| ------------------------- \| ------------------------- \| \| 1.º \| Sjoerd Bax \| Alpecin-Deceuninck \| 2 h 20 min 52 s \| \| \| 2.º \| Willie Smit \| China Glory Continental Cycling Team \| + 0 s \| \| \| 3.º \| Adrià Moreno \| Burgos-BH \| + 0 s \| \| \| 4.º \| David van der Poel \| Alpecin-Deceuninck \| + 10 s \| \| \| 5.º \| Gianni Moscon \| Astana Qazaqstan Team \| + 10 s \| \| \| 6.º \| Matteo Jorgenson \| Movistar Team \| + 10 s \| \| \| 7.º \| Ion Izagirre \| Cofidis \| + 10 s \| \| \| 8.º \| George Bennett \| UAE Team Emirates \| + 12 s \| \| \| 9.º \| Max Kanter \| Movistar Team \| + 31 s \| \| \| 10.º \| Jarrad Drizners \| Lotto-Soudal \| + 31 s \| \| |                    |                                      |                 |
| |                    |                                      |                 |
| Fuente: ProCyclingStats |                    |                                      |                 |
| Clasificación de la etapa |                    |                                      |                 |
| Ciclista | Ciclista           | Equipo                               | Tiempo          |
| 1.º | Sjoerd Bax         | Alpecin-Deceuninck                   | 2 h 20 min 52 s |
| 2.º | Willie Smit        | China Glory Continental Cycling Team | + 0 s           |
| 3.º | Adrià Moreno       | Burgos-BH                            | + 0 s           |
| 4.º | David van der Poel | Alpecin-Deceuninck                   | + 10 s          |
| 5.º | Gianni Moscon      | Astana Qazaqstan Team                | + 10 s          |
| 6.º | Matteo Jorgenson   | Movistar Team                        | + 10 s          |
| 7.º | Ion Izagirre       | Cofidis                              | + 10 s          |
| 8.º | George Bennett     | UAE Team Emirates                    | + 12 s          |
| 9.º | Max Kanter         | Movistar Team                        | + 31 s          |
| 10.º | Jarrad Drizners    | Lotto-Soudal                         | + 31 s          |

| \| Clasificación general \| Clasificación general \| Clasificación general \| Clasificación general \| Clasificación general \| \| Ciclista \| Ciclista \| Equipo \| Tiempo \| \| \| --------------------- \| ----------------------- \| ------------------------------- \| --------------------- \| --------------------- \| \| 1.º \| Iván Ramiro Sosa \| Movistar Team \| 23 h 28 min 05 s \| \| \| 2.º \| Hugh Carthy \| EF Education-EasyPost \| + 23 s \| \| \| 3.º \| Torstein Træen \| Uno-X Pro Cycling Team \| + 1 min 47 s \| \| \| 4.º \| George Bennett \| UAE Team Emirates \| + 1 min 50 s \| \| \| 5.º \| Einer Rubio \| Movistar Team \| + 2 min 02 s \| \| \| 6.º \| Esteban Chaves \| EF Education-EasyPost \| + 2 min 11 s \| \| \| 7.º \| Eduardo Sepúlveda \| Drone Hopper-Androni Giocattoli \| + 2 min 24 s \| \| \| 8.º \| Rubén Fernández Andújar \| Cofidis \| + 2 min 30 s \| \| \| 9.º \| Jambaljamts Sainbayar \| Terengganu Polygon Cycling Team \| + 2 min 32 s \| \| \| 10.º \| Andrey Zeits \| Astana Qazaqstan Team \| + 2 min 33 s \| \| |                         |                                 |                  |
| |                         |                                 |                  |
| Fuente: ProCyclingStats |                         |                                 |                  |
| Clasificación general |                         |                                 |                  |
| Ciclista | Ciclista                | Equipo                          | Tiempo           |
| 1.º | Iván Ramiro Sosa        | Movistar Team                   | 23 h 28 min 05 s |
| 2.º | Hugh Carthy             | EF Education-EasyPost           | + 23 s           |
| 3.º | Torstein Træen          | Uno-X Pro Cycling Team          | + 1 min 47 s     |
| 4.º | George Bennett          | UAE Team Emirates               | + 1 min 50 s     |
| 5.º | Einer Rubio             | Movistar Team                   | + 2 min 02 s     |
| 6.º | Esteban Chaves          | EF Education-EasyPost           | + 2 min 11 s     |
| 7.º | Eduardo Sepúlveda       | Drone Hopper-Androni Giocattoli | + 2 min 24 s     |
| 8.º | Rubén Fernández Andújar | Cofidis                         | + 2 min 30 s     |
| 9.º | Jambaljamts Sainbayar   | Terengganu Polygon Cycling Team | + 2 min 32 s     |
| 10.º | Andrey Zeits            | Astana Qazaqstan Team           | + 2 min 33 s     |

### 8.ª etapa
| Kuah - Kuah | etapa llana | (115,9 km) |

| \| Clasificación de la etapa \| Clasificación de la etapa \| Clasificación de la etapa \| Clasificación de la etapa \| Clasificación de la etapa \| \| Ciclista \| Ciclista \| Equipo \| Tiempo \| \| \| ------------------------- \| ------------------------- \| ------------------------------- \| ------------------------- \| ------------------------- \| \| 1.º \| Alex Molenaar \| Burgos-BH \| 2 h 25 min 37 s \| \| \| 2.º \| Jason Osborne \| Alpecin-Deceuninck \| + 0 s \| \| \| 3.º \| Juan Sebastián Molano \| UAE Team Emirates \| + 18 s \| \| \| 4.º \| Erlend Blikra \| Uno-X Pro Cycling Team \| + 18 s \| \| \| 5.º \| Rüdiger Selig \| Lotto-Soudal \| + 18 s \| \| \| 6.º \| Max Kanter \| Movistar Team \| + 18 s \| \| \| 7.º \| Marijn van den Berg \| EF Education-EasyPost \| + 18 s \| \| \| 8.º \| David van der Poel \| Alpecin-Deceuninck \| + 18 s \| \| \| 9.º \| Raymond Kreder \| Team Ukyo \| + 18 s \| \| \| 10.º \| Ricardo Zurita \| Drone Hopper-Androni Giocattoli \| + 18 s \| \| |                       |                                 |                 |
| |                       |                                 |                 |
| Fuente: ProCyclingStats |                       |                                 |                 |
| Clasificación de la etapa |                       |                                 |                 |
| Ciclista | Ciclista              | Equipo                          | Tiempo          |
| 1.º | Alex Molenaar         | Burgos-BH                       | 2 h 25 min 37 s |
| 2.º | Jason Osborne         | Alpecin-Deceuninck              | + 0 s           |
| 3.º | Juan Sebastián Molano | UAE Team Emirates               | + 18 s          |
| 4.º | Erlend Blikra         | Uno-X Pro Cycling Team          | + 18 s          |
| 5.º | Rüdiger Selig         | Lotto-Soudal                    | + 18 s          |
| 6.º | Max Kanter            | Movistar Team                   | + 18 s          |
| 7.º | Marijn van den Berg   | EF Education-EasyPost           | + 18 s          |
| 8.º | David van der Poel    | Alpecin-Deceuninck              | + 18 s          |
| 9.º | Raymond Kreder        | Team Ukyo                       | + 18 s          |
| 10.º | Ricardo Zurita        | Drone Hopper-Androni Giocattoli | + 18 s          |

## Clasificaciones finales
- Las clasificaciones finalizaron de la siguiente forma:[4]

### Clasificación general
| \| Clasificación general \| Clasificación general \| Clasificación general \| Clasificación general \| Clasificación general \| \| Ciclista \| Ciclista \| Equipo \| Tiempo \| \| \| --------------------- \| ----------------------- \| ------------------------------- \| --------------------- \| --------------------- \| \| 1.º \| Iván Ramiro Sosa \| Movistar Team \| 25 h 54 min 00 s \| \| \| 2.º \| Hugh Carthy \| EF Education-EasyPost \| + 23 s \| \| \| 3.º \| Torstein Træen \| Uno-X Pro Cycling Team \| + 1 min 47 s \| \| \| 4.º \| George Bennett \| UAE Team Emirates \| + 1 min 50 s \| \| \| 5.º \| Einer Rubio \| Movistar Team \| + 2 min 02 s \| \| \| 6.º \| Esteban Chaves \| EF Education-EasyPost \| + 2 min 11 s \| \| \| 7.º \| Eduardo Sepúlveda \| Drone Hopper-Androni Giocattoli \| + 2 min 24 s \| \| \| 8.º \| Rubén Fernández Andújar \| Cofidis \| + 2 min 30 s \| \| \| 9.º \| Jambaljamts Sainbayar \| Terengganu Polygon Cycling Team \| + 2 min 32 s \| \| \| 10.º \| Andrey Zeits \| Astana Qazaqstan Team \| + 2 min 33 s \| \| |                         |                                 |                  |
| |                         |                                 |                  |
| Fuente: ProCyclingStats |                         |                                 |                  |
| Clasificación general |                         |                                 |                  |
| Ciclista | Ciclista                | Equipo                          | Tiempo           |
| 1.º | Iván Ramiro Sosa        | Movistar Team                   | 25 h 54 min 00 s |
| 2.º | Hugh Carthy             | EF Education-EasyPost           | + 23 s           |
| 3.º | Torstein Træen          | Uno-X Pro Cycling Team          | + 1 min 47 s     |
| 4.º | George Bennett          | UAE Team Emirates               | + 1 min 50 s     |
| 5.º | Einer Rubio             | Movistar Team                   | + 2 min 02 s     |
| 6.º | Esteban Chaves          | EF Education-EasyPost           | + 2 min 11 s     |
| 7.º | Eduardo Sepúlveda       | Drone Hopper-Androni Giocattoli | + 2 min 24 s     |
| 8.º | Rubén Fernández Andújar | Cofidis                         | + 2 min 30 s     |
| 9.º | Jambaljamts Sainbayar   | Terengganu Polygon Cycling Team | + 2 min 32 s     |
| 10.º | Andrey Zeits            | Astana Qazaqstan Team           | + 2 min 33 s     |

### Clasificación por puntos
| Clasificación por puntos | Clasificación por puntos | Clasificación por puntos | Clasificación por puntos | Clasificación por puntos |
| Ciclista                 | Ciclista                 | Equipo                   | Puntos                   |                          |
| ------------------------ | ------------------------ | ------------------------ | ------------------------ | ------------------------ |
| 1.º                      | Erlend Blikra            | Uno-X Pro Cycling Team   | 49 pts                   |                          |
| 2.º                      | Max Kanter               | Movistar Team            | 45 pts                   |                          |
| 3.º                      | Gleb Syritsa             | Astana Qazaqstan Team    | 39 pts                   |                          |
| 4.º                      | Lionel Taminiaux         | Alpecin-Deceuninck       | 30 pts                   |                          |
| 5.º                      | Rüdiger Selig            | Lotto-Soudal             | 27 pts                   |                          |

### Clasificación de la montaña
| Clasificación de la montaña | Clasificación de la montaña | Clasificación de la montaña     | Clasificación de la montaña | Clasificación de la montaña |
| Ciclista                    | Ciclista                    | Equipo                          | Puntos                      |                             |
| --------------------------- | --------------------------- | ------------------------------- | --------------------------- | --------------------------- |
| 1.º                         | Nur Aiman Zariff            | Terengganu Polygon Cycling Team | 29 pts                      |                             |
| 2.º                         | Jambaljamts Sainbayar       | Terengganu Polygon Cycling Team | 29 pts                      |                             |
| 3.º                         | Iván Ramiro Sosa            | Movistar Team                   | 25 pts                      |                             |
| 4.º                         | Hugh Carthy                 | EF Education-EasyPost           | 24 pts                      |                             |
| 5.º                         | Carter Bettles              | ARA Pro Racing Sunshine Coast   | 22 pts                      |                             |

### Clasificación por equipos
| Clasificación por equipos | Clasificación por equipos | Clasificación por equipos | Clasificación por equipos |
| Equipo                    | Equipo                    | Tiempo                    |                           |
| ------------------------- | ------------------------- | ------------------------- | ------------------------- |
| 1.º                       | Movistar Team             | 77 h 46 min 27 s          |                           |
| 2.º                       | EF Education-EasyPost     | + 4 min 09 s              |                           |
| 3.º                       | Uno-X Pro Cycling Team    | + 5 min 50 s              |                           |
| 4.º                       | Cofidis                   | + 9 min 29 s              |                           |
| 5.º                       | UAE Team Emirates         | + 10 min 12 s             |                           |

## Evolución de las clasificaciones
| Etapa                   |                         | Ganador _        | Clasificación general | Puntos        | Montaña               | Equipo                 |
| ----------------------- | ----------------------- | ---------------- | --------------------- | ------------- | --------------------- | ---------------------- |
| 1.ª etapa               | etapa escarpada         | Gleb Syritsa     | Gleb Syritsa          | Gleb Syritsa  | Jambaljamts Sainbayar | Movistar Team          |
| 2.ª etapa               | etapa llana             | Craig Wiggins    | Gleb Syritsa          | Gleb Syritsa  | Nur Aiman Zariff      | Uno-X Pro Cycling Team |
| 3.ª etapa               | etapa de montaña        | Iván Ramiro Sosa | Iván Ramiro Sosa      | Gleb Syritsa  | Nur Aiman Zariff      | Movistar Team          |
| 4.ª etapa               | etapa llana             | Jakub Mareczko   | Iván Ramiro Sosa      | Gleb Syritsa  | Nur Aiman Zariff      | Movistar Team          |
| 5.ª etapa               | etapa escarpada         | Lionel Taminiaux | Iván Ramiro Sosa      | Max Kanter    | Nur Aiman Zariff      | Movistar Team          |
| 6.ª etapa               | etapa llana             | Erlend Blikra    | Iván Ramiro Sosa      | Erlend Blikra | Nur Aiman Zariff      | Movistar Team          |
| 7.ª etapa               | etapa llana             | Sjoerd Bax       | Iván Ramiro Sosa      | Erlend Blikra | Nur Aiman Zariff      | Movistar Team          |
| 8.ª etapa               | etapa llana             | Alex Molenaar    | Iván Ramiro Sosa      | Erlend Blikra | Nur Aiman Zariff      | Movistar Team          |
| Clasificaciones finales | Clasificaciones finales |                  | Iván Ramiro Sosa      | Erlend Blikra | Nur Aiman Zariff      | Movistar Team          |

## UCI World Ranking
El Tour de Langkawi otorgó puntos para el UCI World Ranking para corredores de los equipos en las categorías UCI WorldTeam, UCI ProTeam y Continental. Las siguientes tablas son el baremo de puntuación y los diez corredores que obtuvieron más puntos:
| Posición              | 1.º | 2.º | 3.º | 4.º | 5.º | 6.º | 7.º | 8.º | 9.º | 10.º | 11.º | 12.º | 13.º | 14.º | 15.º | 16.º-30.º | 31.º-40.º |
| Clasificación general | 200 | 150 | 125 | 100 | 85  | 70  | 60  | 50  | 40  | 35   | 30   | 25   | 20   | 15   | 10   | 5         | 3         |
| Por etapa             | 20  | 10  | 5   |     |     |     |     |     |     |      |      |      |      |      |      |           |           |
| Líder                 | 5   |     |     |     |     |     |     |     |     |      |      |      |      |      |      |           |           |

| Clasificación |                       |                                 |         |       |       |       |
| Posición      | Ciclista              | Equipo                          | General | Etapa | Líder | Total |
| ------------- | --------------------- | ------------------------------- | ------- | ----- | ----- | ----- |
| 1.º           | Iván Ramiro Sosa      | Movistar                        | 200     | 20    | 25    | 245   |
| 2.º           | Hugh Carthy           | EF Education-EasyPost           | 150     | 10    | -     | 160   |
| 3.º           | Torstein Træen        | Uno-X                           | 125     | -     | -     | 125   |
| 4.º           | George Bennett        | UAE Emirates                    | 100     | -     | -     | 100   |
| 5.º           | Einer Rubio           | Movistar                        | 85      | 5     | -     | 90    |
| 6.º           | Esteban Chaves        | EF Education-EasyPost           | 70      | -     | -     | 70    |
| 7.º           | Eduardo Sepúlveda     | Drone Hopper-Androni Giocattoli | 60      | -     | -     | 60    |
| 8.º           | Rubén Fernández       | Cofidis                         | 50      | -     | -     | 50    |
| 9.º           | Gleb Syritsa          | Astana Qazaqstan                | -       | 40    | 10    | 50    |
| 10.º          | Jambaljamts Sainbayar | Terengganu Polygon              | 40      | -     | -     | 40    |